# Tritonen- und Najadenbrunnen

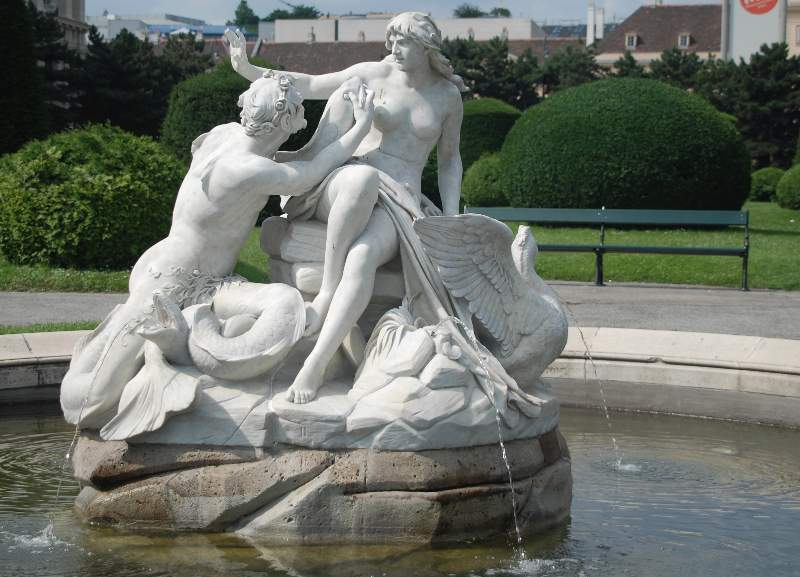
Tritonen- und Najadenbrunnen (Künstler: Anton Schmidgruber)

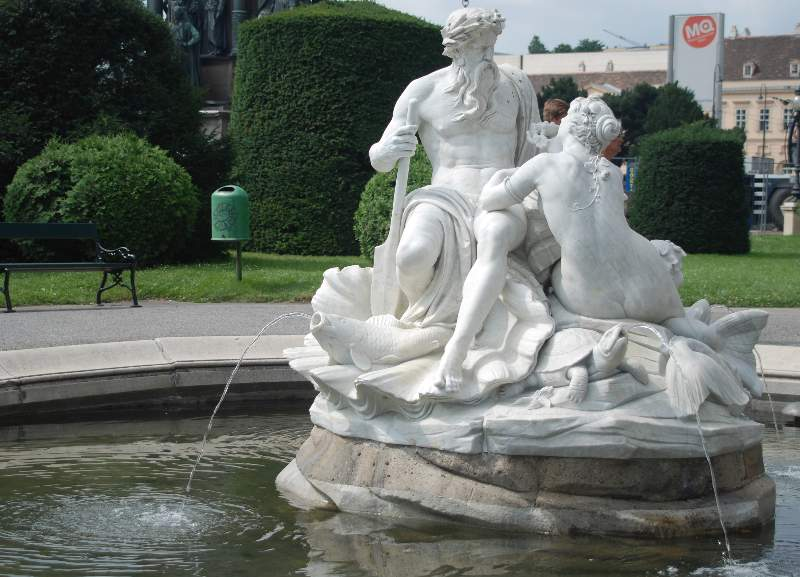
Tritonen- und Najadenbrunnen (Künstler: Anton Schmidgruber)

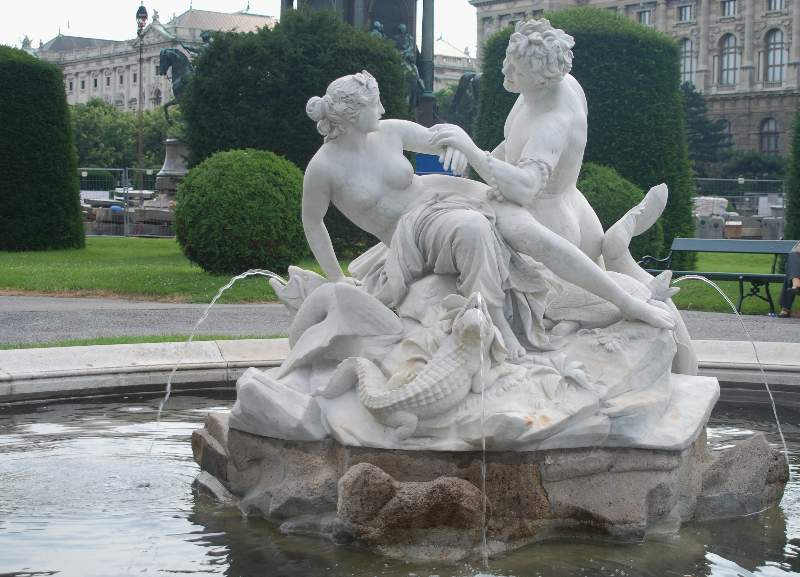
Tritonen- und Najadenbrunnen (Künstler: Hugo Haerdtl)

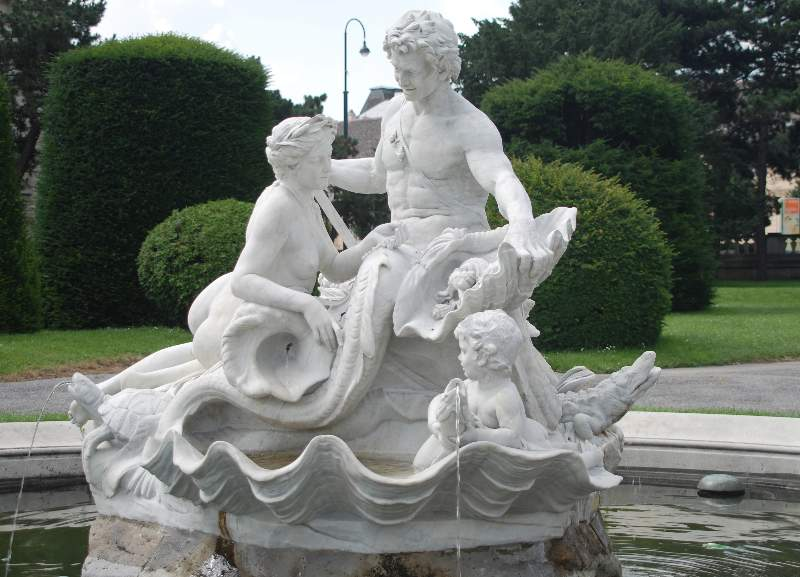
Tritonen- und Najadenbrunnen (Künstler: Edmund Paul Andreas Hofmann von Aspernburg)

Auf dem Maria-Theresien-Platz zwischen dem Naturhistorischen und dem Kunsthistorischen Museum im 1. Wiener Gemeindebezirk Innere Stadt befinden sich neben dem zentralen Maria-Theresien-Denkmal vier Tritonen- und Najadenbrunnen.

## Baugeschichte
Der Maria-Theresien-Platz, gelegentlich auch als Maria-Theresien-Park bezeichnet, wurde zwischen den beiden ehemaligen Hofmuseen angelegt und sollte Bestandteil des Kaiserforums werden. Die Eröffnung erfolgte gleichzeitig mit der Enthüllung des Maria-Theresien-Denkmals im Jahr 1888. 1890 wurden die Rossebändiger-Gruppen aufgestellt und die Einfriedung errichtet.
Heute gehört das ganze Ensembledenkmal zum Weltkulturerbe Historisches Zentrum von Wien.

## Künstlerische Gestaltung
Die vier Tritonen- und Najadenbrunnen bilden die Zentren der vier großen Rasenflächen, welche durch die Hauptverbindungswege des Maria-Theresien-Platzes gebildet werden. Errichtet wurden die Brunnen in den Jahren 1887 bis 1890, dem Jahr ihrer Aufstellung. Enthüllt wurden sie 1894.
Gefertigt wurden sie von
- Anton Schmidgruber,
- Hugo Haerdtl und
- Edmund Paul Andreas Hofmann von Aspernburg.

Gemeinsam sind ihnen die kreisrunden Becken mit zentralen Figurengruppen aus Carrara-Marmor auf stilisierten Felsformationen aus Konglomeratgestein sowie die je vier diagonalen Wasserspeier. Thematisch vorgegeben waren Brunnen mit Najaden und Tritonen oder menschliche Gestalten in Form von Kindern.
Von Edmund Paul Andreas Hofmann von Aspernburg stammt der Brunnen an der Museumstraße beim Kunsthistorischen Museum. So wie Anton Schmidgruber mit seinen beiden Brunnen am Burgring löste er die Aufgabe, in dem er die Tritonen- und Nymphenfiguren räumlich zerteilte und mit Einzelmotiven anreicherte. Hugo Haerdtl gab seinen burlesken Brunnenfiguren an der Museumstraße beim Naturhistorischen Museum eine leichte erotische Färbung.